# Посілув
Посілув (пол. Posiłów) — село в Польщі, у гміні Прошовиці Прошовицького повіту Малопольського воєводства.
Населення — 143 особи (2011).
У 1975-1998 роках село належало до Краківського воєводства.

## Демографія
Демографічна структура станом на 31 березня 2011 року:
|          | Загалом | Допрацездатний вік | Працездатний вік | Постпрацездатний вік |
| -------- | ------- | ------------------ | ---------------- | -------------------- |
| Чоловіки | 87      | 18                 | 61               | 8                    |
| Жінки    | 56      | 8                  | 30               | 18                   |
| Разом    | 143     | 26                 | 91               | 26                   |